# Duque de Caxias FC
Az Duque de Caxias Futebol Clube, egy 2005-ben létrehozott brazil labdarúgóklub Rio de Janeiro állam, Duque de Caxias városában. Az állami Carioca bajnokság másodosztályában, valamint az országos negyedik vonalban szerepel.

## Sikerlista

### Nemzetközi
- 1-szeres BTV Kupa győztes: 2009

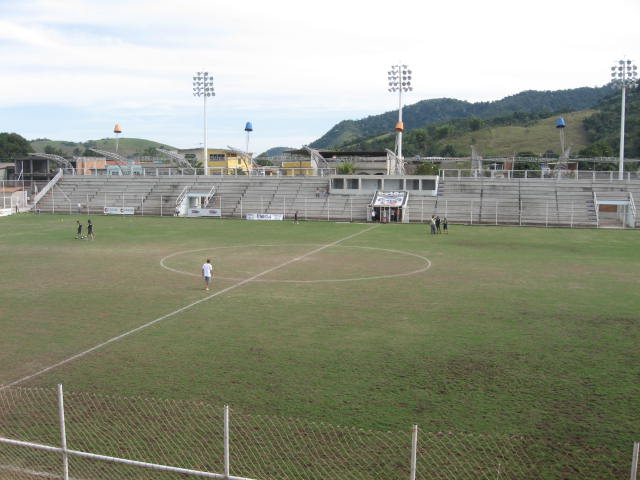
Marrentão stadion

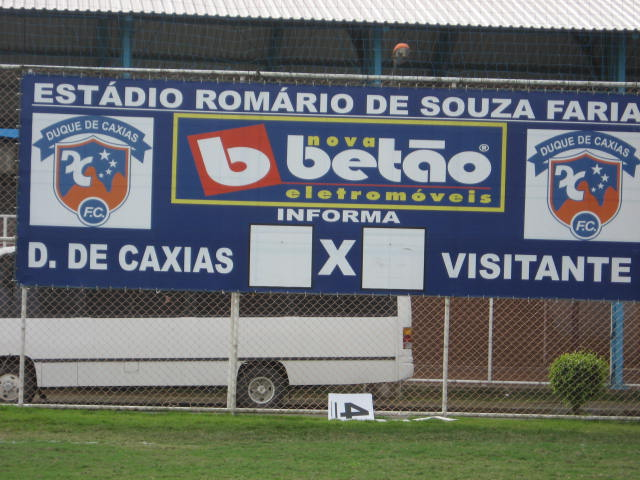
A stadion eredményjelző táblája

## Játékoskeret
2015-től
| # |     | Poszt | Név              |
| - | --- | ----- | ---------------- |
|   | BRA | K     | Leandro Santiago |
|   | BRA | K     | Jaime            |
|   | BRA | K     | Bernardo         |
|   | BRA | V     | Felipe Foca      |
|   | BRA | V     | Edson            |
|   | BRA | V     | Kauer            |
|   | BRA | V     | Mayco            |
|   | BRA | V     | Cassiano Borges  |
|   | BRA | V     | Rivaldo          |
|   | BRA | V     | Ale              |
|   | BRA | V     | Thiago Eleutério |
|   | BRA | V     | Thiago Spice     |
|   | BRA | V     | Luquinhas        |
|   | BRA | KP    | Jackson          |
|   | BRA | KP    | Thales Makelele  |
|   | BRA | KP    | Renan Silva      |
|   | BRA | KP    | Cassiano         |
|   | BRA | KP    | Ailton           |
|   | BRA | KP    | Araruama         |

| # |     | Poszt | Név              |
| - | --- | ----- | ---------------- |
|   | BRA | KP    | Gabriel Terra    |
|   | BRA | KP    | Malco            |
|   | BRA | KP    | Vinícius         |
|   | BRA | KP    | Diego Lomba      |
|   | BRA | KP    | Allan Machado    |
|   | BRA | KP    | Thales Avellar   |
|   | BRA | CS    | Paulinho Guará   |
|   | BRA | CS    | Marlinho         |
|   | BRA | CS    | Lucas Formiga    |
|   | BRA | CS    | Rafinha          |
|   | BRA | CS    | Dudu             |
|   | BRA | CS    | Edivaldo         |
|   | BRA | CS    | Rafael Rebelo    |
|   | BRA | CS    | Felipe Miranda   |
|   | BRA | CS    | Makelele         |
|   | BRA | CS    | Everton Mixirica |
|   | BRA | CS    | Luan             |
|   | BRA | CS    | Glaucio          |
|   | BRA | CS    | Lino             |